# 日高川町
日高川町（ひだかがわちょう）は、和歌山県日高郡にある町。2005年（平成17年）5月1日に、日高郡川辺町・中津村・美山村が合併して発足した。
東西約35 km、南北約10 kmである。中央部を日高川が流れ、総面積の約90%が森林である。和歌山県の総面積の約7％を占め、県下で3番目に広い面積を有する。紀州備長炭の生産量は日本一である。

## 地理
- 山 : 白馬山脈 真妻山（523 m） 和佐山（489 m） 飯盛山（538 m） 犬ヶ丈山（522 m） 矢筈岳（811 m） 清冷山（878 m）
- 河川 : 日高川

### 気候
| 川辺（1999年 - 2020年）の気候      | 川辺（1999年 - 2020年）の気候 | 川辺（1999年 - 2020年）の気候 | 川辺（1999年 - 2020年）の気候 | 川辺（1999年 - 2020年）の気候 | 川辺（1999年 - 2020年）の気候 | 川辺（1999年 - 2020年）の気候 | 川辺（1999年 - 2020年）の気候 | 川辺（1999年 - 2020年）の気候 | 川辺（1999年 - 2020年）の気候 | 川辺（1999年 - 2020年）の気候 | 川辺（1999年 - 2020年）の気候 | 川辺（1999年 - 2020年）の気候 | 川辺（1999年 - 2020年）の気候 |
| 月                                 | 1月                           | 2月                           | 3月                           | 4月                           | 5月                           | 6月                           | 7月                           | 8月                           | 9月                           | 10月                          | 11月                          | 12月                          | 年                            |
| ---------------------------------- | ----------------------------- | ----------------------------- | ----------------------------- | ----------------------------- | ----------------------------- | ----------------------------- | ----------------------------- | ----------------------------- | ----------------------------- | ----------------------------- | ----------------------------- | ----------------------------- | ----------------------------- |
| 最高気温記録 °C （°F）             | 18.9 (66)                     | 22.8 (73)                     | 25.2 (77.4)                   | 28.8 (83.8)                   | 31.2 (88.2)                   | 33.3 (91.9)                   | 37.5 (99.5)                   | 38.4 (101.1)                  | 35.3 (95.5)                   | 31.9 (89.4)                   | 26.4 (79.5)                   | 22.6 (72.7)                   | 38.4 (101.1)                  |
| 平均最高気温 °C （°F）             | 9.9 (49.8)                    | 11.2 (52.2)                   | 14.7 (58.5)                   | 19.8 (67.6)                   | 24.2 (75.6)                   | 26.6 (79.9)                   | 30.2 (86.4)                   | 31.9 (89.4)                   | 28.7 (83.7)                   | 23.4 (74.1)                   | 17.9 (64.2)                   | 12.4 (54.3)                   | 20.9 (69.6)                   |
| 日平均気温 °C （°F）               | 6.0 (42.8)                    | 6.6 (43.9)                    | 9.5 (49.1)                    | 14.3 (57.7)                   | 18.7 (65.7)                   | 22.0 (71.6)                   | 25.7 (78.3)                   | 26.8 (80.2)                   | 23.7 (74.7)                   | 18.6 (65.5)                   | 13.3 (55.9)                   | 8.2 (46.8)                    | 16.1 (61)                     |
| 平均最低気温 °C （°F）             | 2.2 (36)                      | 2.4 (36.3)                    | 4.7 (40.5)                    | 9.2 (48.6)                    | 13.9 (57)                     | 18.3 (64.9)                   | 22.4 (72.3)                   | 23.1 (73.6)                   | 20.0 (68)                     | 14.6 (58.3)                   | 9.2 (48.6)                    | 4.3 (39.7)                    | 12.0 (53.6)                   |
| 最低気温記録 °C （°F）             | −4.1 (24.6)                   | −4.3 (24.3)                   | −2.6 (27.3)                   | 0.5 (32.9)                    | 3.8 (38.8)                    | 11.0 (51.8)                   | 16.7 (62.1)                   | 16.7 (62.1)                   | 11.0 (51.8)                   | 7.0 (44.6)                    | 0.8 (33.4)                    | −1.9 (28.6)                   | −4.3 (24.3)                   |
| 降水量 mm （inch）                 | 68.3 (2.689)                  | 87.8 (3.457)                  | 130.7 (5.146)                 | 141.5 (5.571)                 | 167.8 (6.606)                 | 255.4 (10.055)                | 261.8 (10.307)                | 186.3 (7.335)                 | 267.3 (10.524)                | 199.1 (7.839)                 | 114.2 (4.496)                 | 72.6 (2.858)                  | 1,961 (77.205)                |
| 平均降水日数 （≥1.0 mm）           | 6.7                           | 7.8                           | 10.0                          | 9.4                           | 9.2                           | 12.7                          | 10.8                          | 9.0                           | 10.6                          | 9.8                           | 7.9                           | 6.9                           | 110.4                         |
| 平均月間日照時間                   | 149.3                         | 154.1                         | 188.5                         | 197.4                         | 201.9                         | 136.3                         | 173.4                         | 224.0                         | 168.5                         | 174.2                         | 159.1                         | 150.7                         | 2,081.2                       |
| 出典1：Japan Meteorological Agency |                               |                               |                               |                               |                               |                               |                               |                               |                               |                               |                               |                               |                               |
| 出典2：気象庁                      |                               |                               |                               |                               |                               |                               |                               |                               |                               |                               |                               |                               |                               |

### 隣接している自治体
- 東は田辺市龍神村、南は田辺市及び印南町、西は御坊市及び日高郡、北は 有田郡広川町及び有田川町と接している。

## 歴史
- 2005年（平成17年）5月1日 - 川辺町・中津村・美山村が合併して発足。町名は、これらの町村を共通して流れる日高川（全長127 km）に由来する。

## 行政
- 現町長 : 久留米啓史（2017年 - ） 旧川辺町出身。元役場職員。
- 三代目町長 : 市木久雄（2013年 - 2017年） 旧中津村出身。元役場職員。
- 二代目町長 : 玉置俊久（2009年 - 2013年） 旧川辺町出身。2002年春にUターン。元パナソニック営業マン。
- 初代町長 : 笹朝一（2005年 - 2009年） 旧中津村出身。元役場職員。

### 地区
旧川辺町
- 矢田地区 - 鐘巻、土生、小熊、若野、入野、千津川、中津川
- 丹生地区 - 和佐、松瀬、江川、山野
- 早蘇地区 - 玄子、早藤、蛇尾、平川、三百瀬、伊藤川

旧中津村
- 船着地区 - 船津、藤野川、西原、高津尾、高津尾川、姉子、原日浦、三十木、三十井川
- 川中地区 - 佐井、坂野川、老星、大又、三佐、田尻、小釜本、下田原、上田原

旧美山村
- 川上地区 - 皆瀬、弥谷、愛川、上初湯川、川原河、上越方、浅間、熊野川、滝頭、初湯川
- 寒川地区 - 串本、寒川

## 経済
旧川辺町地域ではみかんを初めとした農業が盛んで、鮎の日本一の養殖場がある。旧中津村、美山村では林業が中心で、紀州備長炭の生産量は日本一である。近年は観光に力を入れており、グリーンツーリズムが盛んになってきている。安珍・清姫伝説で有名な道成寺がある。
また、世界一長い焼き鳥にも挑戦している町である。旧美山村にある椿山ダム湖に「日本一楽しい山彦」が体験できる観光スポットがある。
大阪市内からのアクセスの良さ、豊富な自然、確立された受入システムがあり、田舎暮らし希望者に人気が高く、和歌山県内でも特にIターン者が多い地域。Iターン者、地元住民でつくる協議会「ゆめ倶楽部21」の活動が活発である。

### 産業
- 主な産業
  - 農業（みかん、甘夏や不知火等の柑橘類、ウスイエンドウ、ブロッコリーやゴーヤなどの野菜類）
  - 梅、椎茸、千両
  - 鮎（養殖）
  - 林業（木材（スギやヒノキ材のブランド化も促進して地産地消拡大を推奨）、備長炭）

### 日本郵政グループ
集配郵便局
- 中津郵便局
- 美山郵便局

無集配郵便局
- 丹生郵便局
- 滝頭郵便局
- 早蘇郵便局
- 川中郵便局
- 寒川郵便局

簡易郵便局
- 川辺土生簡易郵便局
- 川辺山野簡易郵便局

簡易郵便局を除く各郵便局にはゆうちょ銀行のATM設置。中津・美山・丹生郵便局ではホリデーサービスを実施（2011年6月現在）。
※日高川町内の郵便番号は以下のとおり。
- 「644-11xx」＝旧中津村域および藤野川。
- 「644-12xx」＝旧美山村域。美山郵便局の管轄。
  - 寒川字小川（645-0551）は龍神郵便局の管轄。
- 「649-13xx」「649-14xx」＝旧川辺町域（藤野川を除く）。御坊郵便局の管轄。
  - 民営化以前、「649-13xx」区域は藤井郵便局が、「649-14xx」区域は丹生郵便局が集配業務を担当していたが、現在は窓口業務のみ。

## 姉妹都市・提携都市

### 国内
- 泉大津市（大阪府）
- 大阪狭山市（大阪府）

## 地域

### 人口
田舎暮らし希望者に人気が高く、県内でも特にIターン者が多い。
| |                                          |  |
| 日高川町と全国の年齢別人口分布（2005年） | 日高川町の年齢・男女別人口分布（2005年） |  |
| ■紫色 ― 日高川町 ■緑色 ― 日本全国 | ■青色 ― 男性 ■赤色 ― 女性                |  |
| 日高川町（に相当する地域）の人口の推移 \| 1970年（昭和45年） \| 13,610人 \| \| \| 1975年（昭和50年） \| 13,143人 \| \| \| 1980年（昭和55年） \| 12,274人 \| \| \| 1985年（昭和60年） \| 12,006人 \| \| \| 1990年（平成2年） \| 11,746人 \| \| \| 1995年（平成7年） \| 11,556人 \| \| \| 2000年（平成12年） \| 11,607人 \| \| \| 2005年（平成17年） \| 11,305人 \| \| \| 2010年（平成22年） \| 10,509人 \| \| \| 2015年（平成27年） \| 9,776人 \| \| \| 2020年（令和2年） \| 9,219人 \| \| |                                          |  |
| 総務省統計局 国勢調査より |                                          |  |
| 1970年（昭和45年） | 13,610人                                 |  |
| 1975年（昭和50年） | 13,143人                                 |  |
| 1980年（昭和55年） | 12,274人                                 |  |
| 1985年（昭和60年） | 12,006人                                 |  |
| 1990年（平成2年） | 11,746人                                 |  |
| 1995年（平成7年） | 11,556人                                 |  |
| 2000年（平成12年） | 11,607人                                 |  |
| 2005年（平成17年） | 11,305人                                 |  |
| 2010年（平成22年） | 10,509人                                 |  |
| 2015年（平成27年） | 9,776人                                  |  |
| 2020年（令和2年） | 9,219人                                  |  |

### 高等学校
- 和歌山県立日高高等学校中津分校
- 和歌山南陵高等学校

### 中学校
- 日高川町立丹生中学校
- 日高川町立早蘇中学校
- 日高川町立中津中学校（川中、船着の各中学校を統合し、川中中学校を改称）
- 日高川町立美山中学校（川上第一、愛徳、寒川の各中学校を統合し、川上第一中学校を改称）
- 御坊市日高川町組合立大成中学校

### 小学校
- 日高川町立江川小学校
- 日高川町立和佐小学校
- 日高川町立山野小学校
- 日高川町立三百瀬小学校
- 日高川町立川辺西小学校
- 日高川町立中津小学校（船津、高津尾、子十浦、大星、川中第一の各小学校を統合し、船津小学校を改称）
- 日高川町立笠松小学校
- 日高川町立川原河小学校
- 日高川町立寒川第一小学校

## 交通

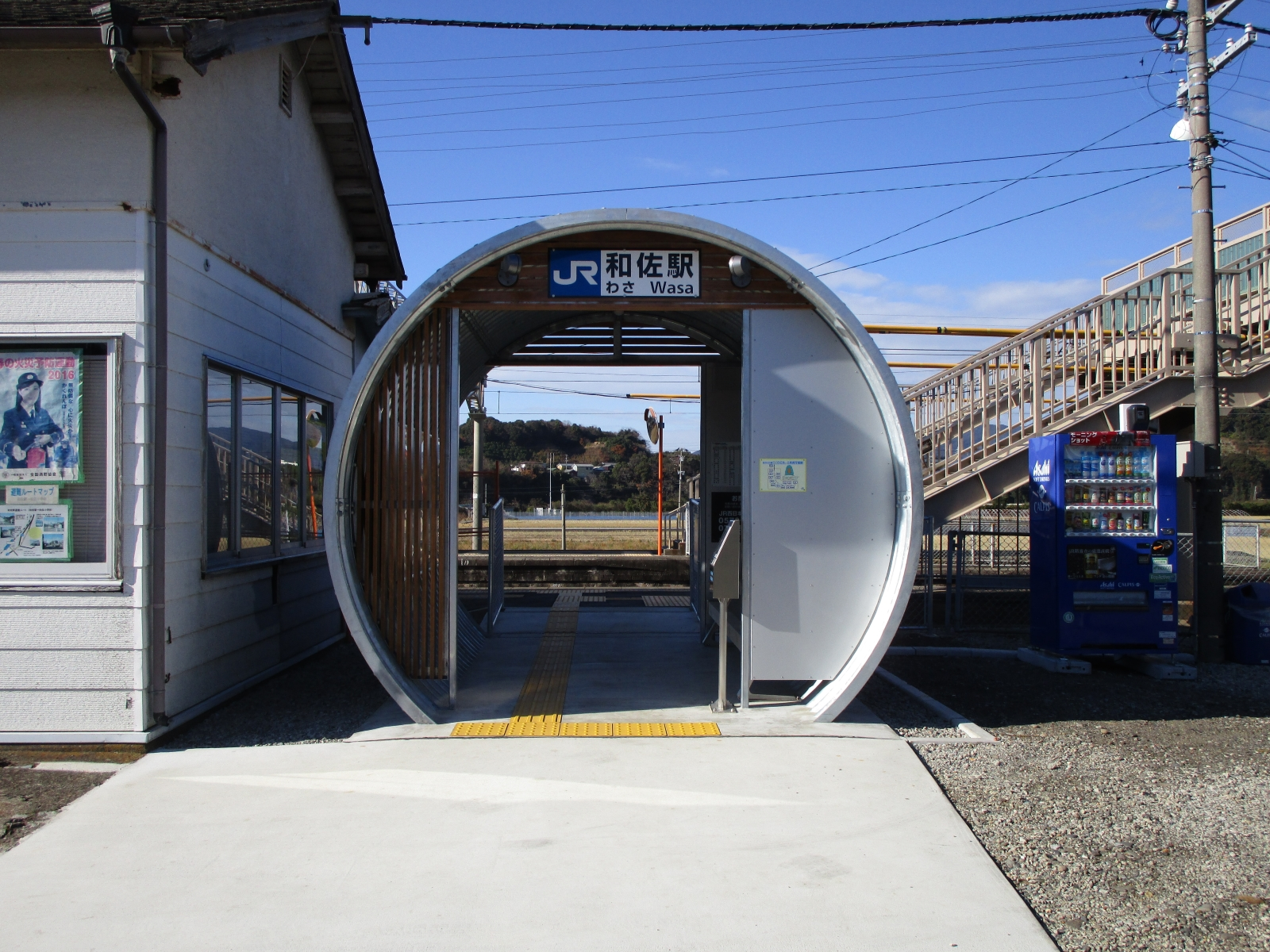
和佐駅

### 鉄道
町内には紀勢本線（JR西日本）が通っており、1時間に1本程度の頻度で運行されている。町の代表駅は和佐駅（無人駅）で、この駅には普通列車及び快速列車（御坊駅以南は各駅に停車）のみ停車する。普通列車で和歌山駅まで約70分、大阪・天王寺方面へは御坊駅で特急くろしおに乗り換えて約1時間半である。
- 西日本旅客鉄道
  - 紀勢本線（きのくに線） : （印南町） - 和佐駅 - （御坊市）

### バス
- 熊野御坊南海バス
  - 日高川線
- 有田鉄道バス
  - 美山線
- 日高川町コミュニティバス
- 田辺市住民バス（旧美山村の川原河まで乗り入れている）

### 道路

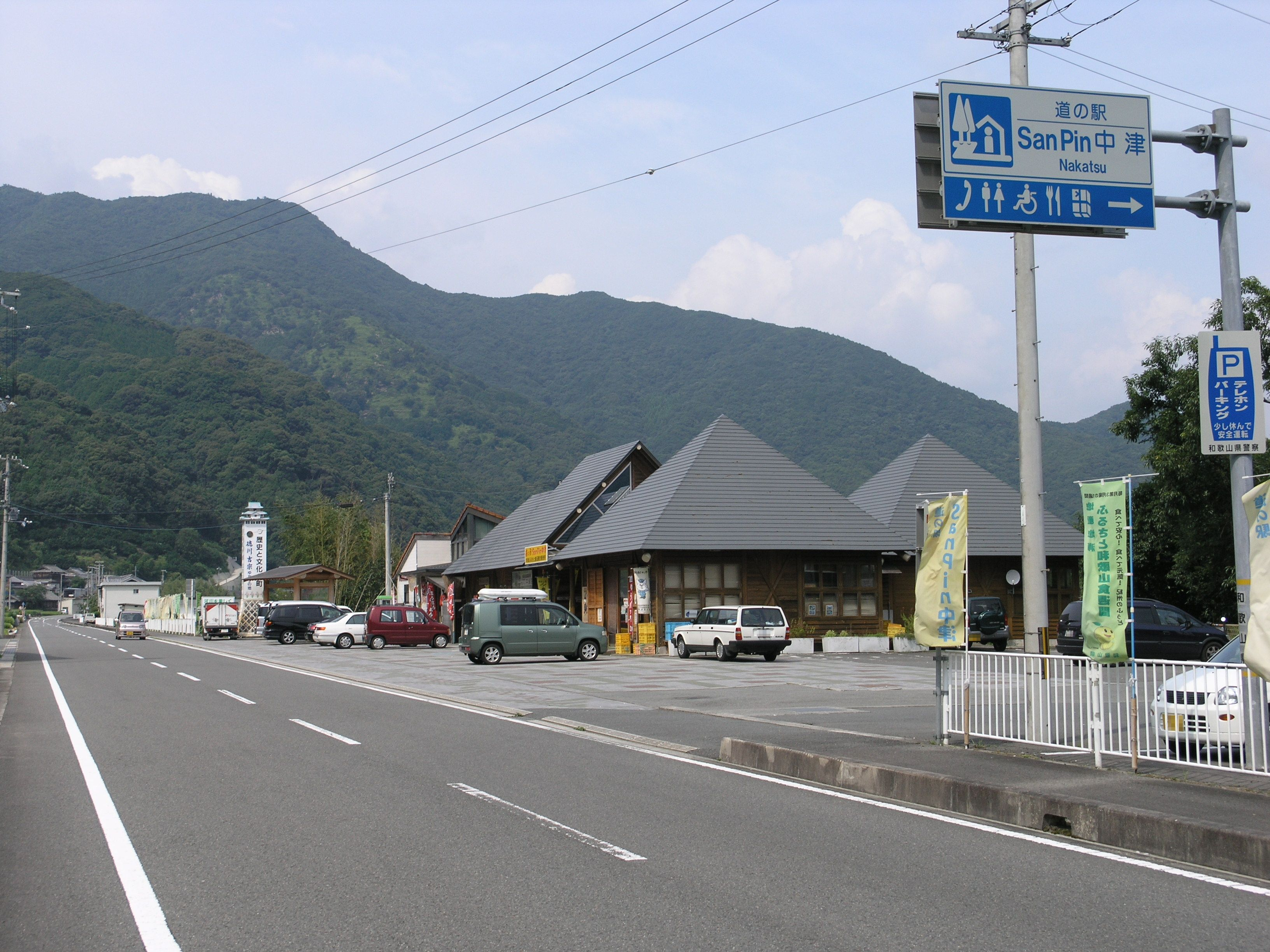
道の駅San Pin 中津

- 高速道路
  - 湯浅御坊道路 : 川辺IC
- 一般国道
  - 国道424号
- 県道
  - 和歌山県道21号広川川辺線
  - 和歌山県道25号御坊中津線
  - 和歌山県道26号御坊美山線
  - 和歌山県道27号日高印南線
  - 和歌山県道29号田辺龍神線
  - 和歌山県道190号玄子小松原線
  - 和歌山県道191号江川小松原線
  - 和歌山県道192号玄子和佐線
  - 和歌山県道193号船津和佐線
  - 和歌山県道194号上初湯川皆瀬線
  - 和歌山県道196号たかの金屋線

- 道の駅
  - 道の駅San Pin 中津

## 観光・祭事

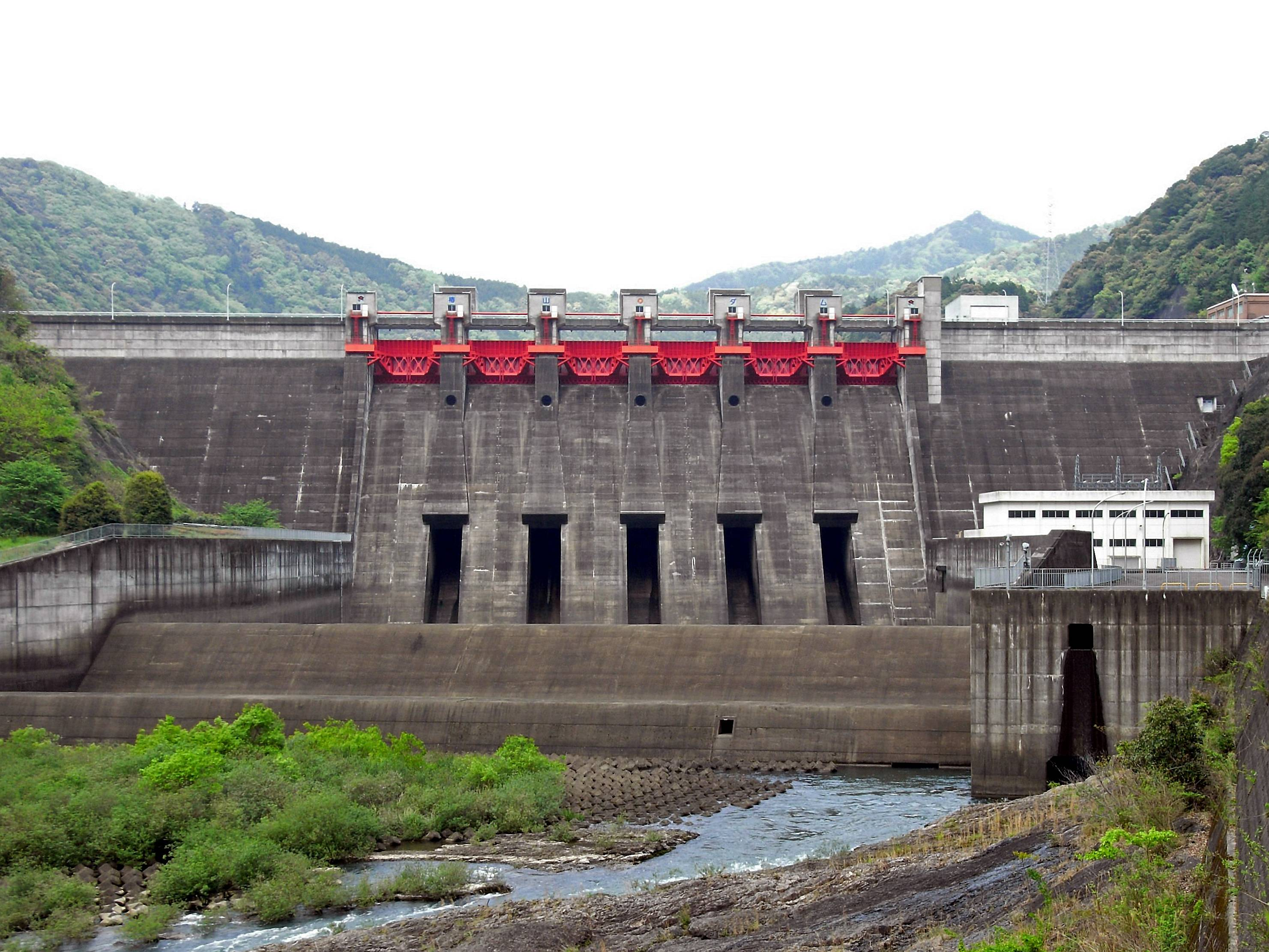
椿山ダム

### わがまちの自慢（日本一と思われるもの）
- 紀州備長炭の生産量
- 長さ1,646 mの藤棚ロード
- やっほーポイント

### 祭事
- お弓神事（下阿田木神社、1月3日）※県無形民俗文化財
- みやまの里ふじまつり（リフレッシュエリアみやまの里、4月下旬 - 5月5日頃）
- 道成寺会式（道成寺、4月27日）
- 上阿田木祭（上阿田木神社、4月29日）※県無形民俗文化財
- 日高川ホタル祭り（玄子地内、5月第4土曜）
- 日高川町夏まつり（日高川ふれあいドーム周辺、8月第2土曜）
- 笑い祭（丹生神社、10月第2日曜日）※県無形民俗文化財
- 紀道祭（紀道神社、「体育の日」の直前の日曜日）
- 長子祭（長子八幡神社、「体育の日」の直前の日曜日）
- 土生祭 お頭神事（土生八幡神社、10月第3日曜日）※県無形民俗文化財
- 寒川祭（寒川神社、11月3日）※県無形民俗文化財

### 神社仏閣
- 道成寺 - 新西国三十三箇所観音霊場第5番
- 上阿田木神社（境内に杉の巨木が多い）
- 紀道神社（10月第二日曜日の祭りで駆け馬を行う）
- 手取城跡 - 和佐玉置氏の居城で、山城としては県内最大規模の城と言われる

### 自然景勝地
- やっほーポイント

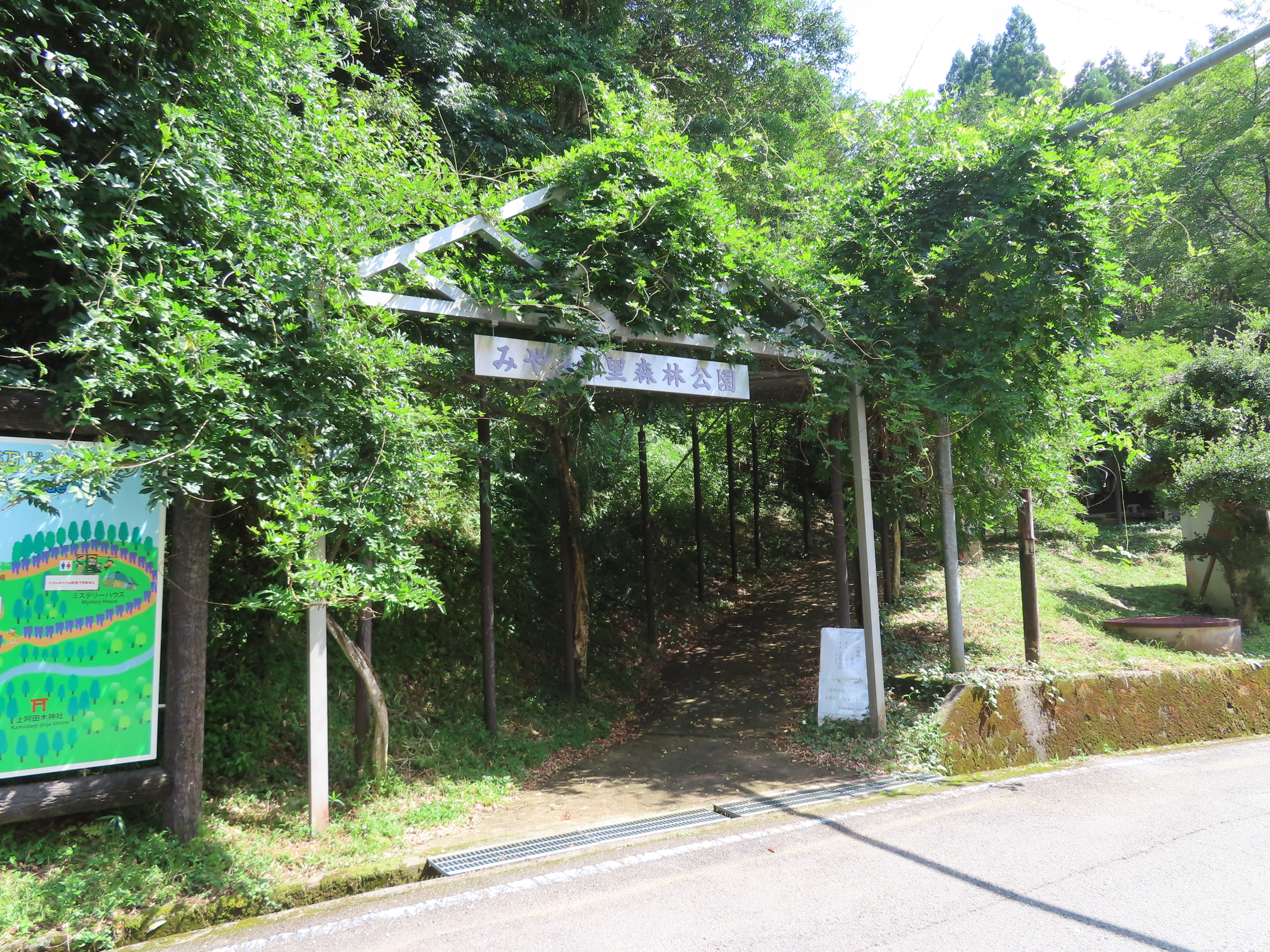
みやまの里森林公園

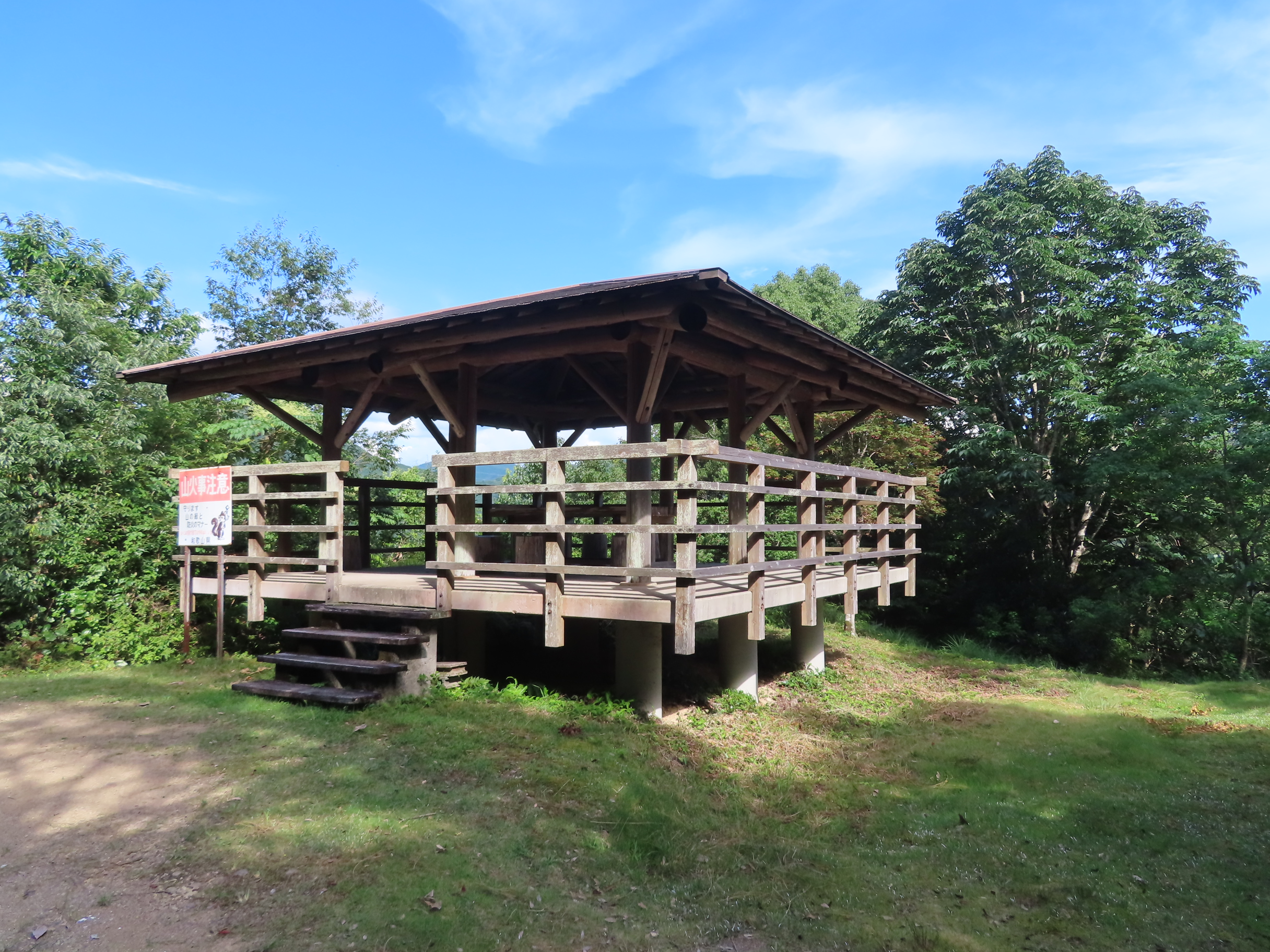
平成の森

- 鷲の川（滝のある渓流でアマゴ釣りやつかみどりができる）
- 猪谷水辺公園（夏の川遊びスポットとして人気）

### 温泉
- かわべ温泉喜作
- 中津温泉あやめの湯鳴滝
- 美山療養温泉館

### 宿泊施設・キャンプ場
- かわべ天文公園
- かわべテニス公園
- かわべ温泉お宿喜作
- きのくに中津荘
- 鳴滝キャンプ場
- 美山温泉愛徳荘

### 直売所・産品
- 道の駅Sanpin中津
- 道のほっとステーションみやまの里

### 食事
- きのくに中津荘
- 美山温泉愛徳荘
- レストラン椋の木（秋篠宮夫妻が訪れた店）
- Soundcafe NEIRO（川辺IC近くのカフェ）
- ハラペコキッチン（山奥のカフェ）

### そのほか
- 山の中の本屋イハラハートショップ（絵本作家を読んでワークショップ等を開催）
- 日高川交流センター（504名収容のホール）
- 椿山ダム
- 美山漕艇場
- 道成寺カントリークラブ
- ホロホロ鳥
- 紀の国美山マラソン
- みやまの里

## 出身人物
- 垣内哲也（元プロ野球選手、西武ライオンズ→千葉ロッテマリーンズ）
- 中島大輔（プロ野球選手、東北楽天ゴールデンイーグルス）
- 西川史礁（プロ野球選手、千葉ロッテマリーンズ）
- 新藤栄作（俳優）
- 圦本尚義（ゆりもとひさよし、北海道大学教授、小惑星探査機「はやぶさ」による小惑星「イトカワ」表面の試料の分析を手がけた）
- 那智ノ山公晴（1950年代に活躍した、大相撲力士）
- 西川好次郎（作詞家、代表作「和歌山県民歌」）
- 日高光路（演歌歌手）
- 南方弥兵衛（南方熊楠の父、酒造会社世界一統創業者）
- 宮路年雄（城南電機創業者）
- 芳澤あやめ（江戸時代の歌舞伎役者）
- 山口勝久（海洋堂フィギュア原型師）
- 沖野岩三郎（小説家）
- 平野譲（実業家、株式会社フラット・フィールド・オペレーションズ元社長）

以下の2人は一説である
- 徳川吉宗 - 産湯に使ったとされる井戸が保存されている。
- 井原西鶴（浮世草子、人形浄瑠璃作者）